# Hani
Hani (tiếng Ottoman Turkish: هانی Hani, tiếng Ottoman Turkish: پالی معدن Palimaden, tiếng Kurd: Hênî) là một khu tự quản và huyện thuộc tỉnh Diyarbakır, Thổ Nhĩ Kỳ. Huyện có diện tích 436 km² và dân số 32.519 người (2022). Cư dân ở đây chủ yếu là người Kurd.

## Hành chính
Có 26 mahalle (xã, thị trấn) thuộc huyện Hani:
- Abacılar
- Akçayurt
- Anıl
- Belen
- Çardaklı
- Çarşı
- Çukurköy
- Dereli
- Gömeç
- Gürbüz
- Kalaba
- Kaledibi
- Kırım
- Kuyular
- Merkez
- Okurköy
- Serenköy
- Sergen
- Soylu
- Süslü
- Topçular
- Uzunlar
- Veziri
- Yayvan
- Yukarıturalı
- Zirve